# البرختیتسه (ناحیه وستی ناد اورلیتسی)
البرختیتسه (ناحیه وستی ناد اورلیتسی) (به چکی: Albrechtice) یک منطقهٔ مسکونی در جمهوری چک است که در ناحیه اوستی ناد اورلیتسی واقع شده‌است. البرختیتسه ۴۷۸ نفر جمعیت دارد.